# Adenoiditis
La adenoiditis es una inflamación, generalmente producida por una infección de las adenoides (tejido linfoide situada cerca del orificio interno de las fosas nasales, donde se unen con la faringe, en el techo de la nasofaringe).

## Diagnóstico
El diagnóstico de adenoiditis bacteriana no es fácil ya que los síntomas se confunden con los de las rinitis o de la rinosinusitis. La infección declarada se manifiesta por fiebre generalmente alta y mucosidad nasal purulenta abundante, inapetencia y compromiso del estado general.
La endoscopia de fibra óptica puede confirmar el diagnóstico en caso de duda, visualizando directamente la adenoide inflamada.
Repetidas adenoiditis conducen a la hipertrofia adenoidea agrandamiento de las adenoides. La adenoiditis a veces se acompaña de amigdalitis.

## Etiología
La adenoiditis más frecuente es consecuencia de una infección viral. Los cuadros agudos de este tipo de infección son más probables durante la infancia y vienen causados por otras infecciones también víricas, tales como la rinitis o la sinusitis.

## Tratamiento
Su tratamiento incluye antibióticos, lavados nasales y, en su caso antipiréticos.
En caso de tener hipertrofia adenoidea obstructiva, su tratamiento será la extirpación quirúrgica mediante adenoidectomia (por legrado o por otras técnicas nuevas como radiofrecuencia).
No se recomienda la intervención quirúrgica antes de los dos años de edad, sin embargo, es aconsejable cuando hay otitis media recurrente o secretora, sinusitis repetidas o escurrimiento nasal de material purulento permanente.